# Buluh Naman
Buluh Naman is een bestuurslaag in het regentschap Karo van de provincie Noord-Sumatra, Indonesië. Buluh Naman telt 1173 inwoners (volkstelling 2010).